# Cromo (estampa)

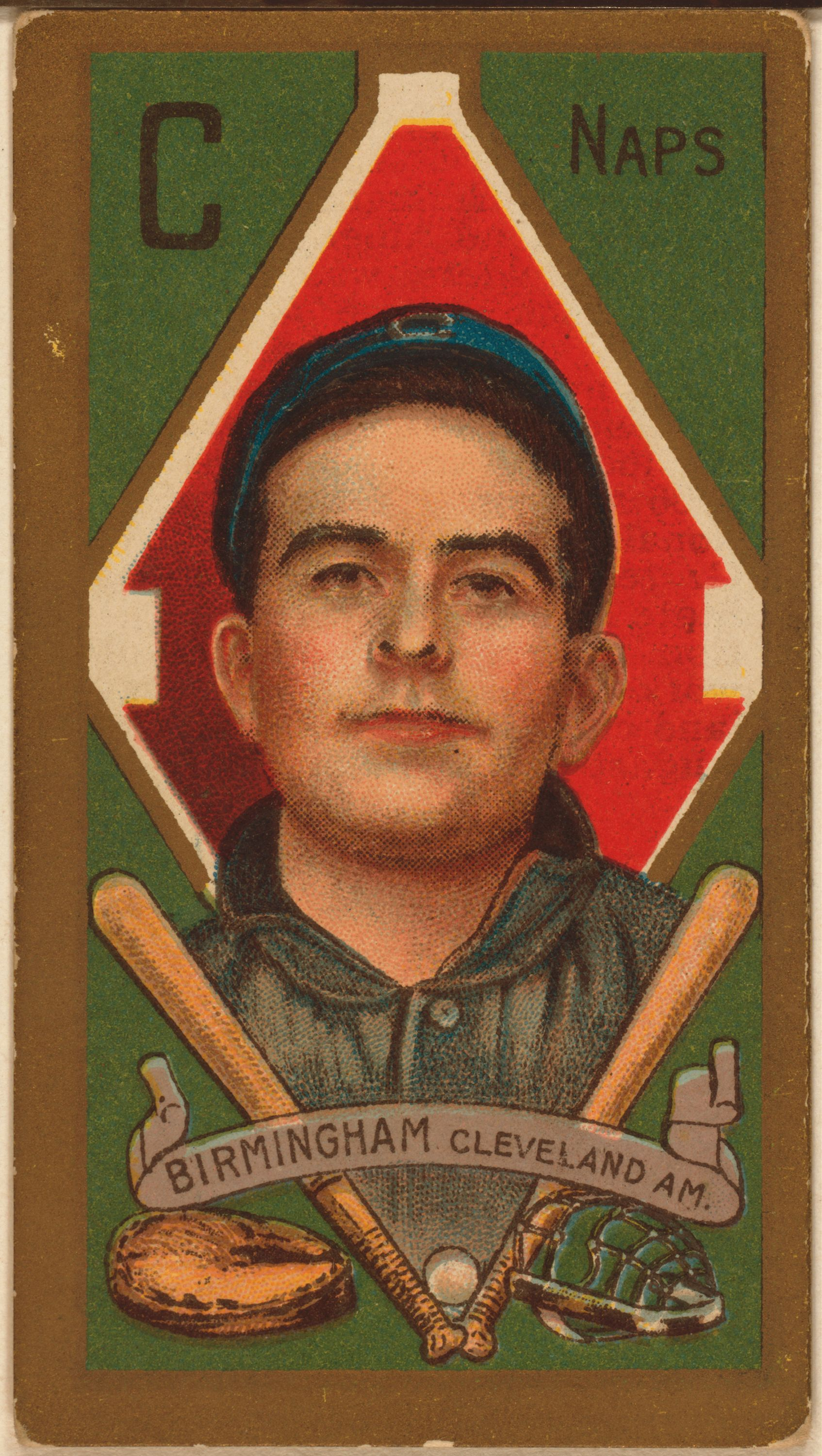
Cromo de béisbol.

Un cromo, figura, figurita, estampa, postal o lámina es una estampa con una ilustración decorativa, en general destinada a ser coleccionada por los niños. 

## Descripción general
Los cromos pueden limitarse a ser coleccionados como si de cartas coleccionables se tratase, aunque también pueden ser adhesivos y en tal caso se les concibe y fabrica bajo la forma de pegatinas. Muy a menudo estos cromos-pegatina están comercializados junto a un álbum de cromos en el que los niños pueden pegarlos.
Si bien los cromos suelen estar dirigidos a los niños también pueden, como ocurre en todas las formas de coleccionismo, atraer a un público de mayor edad. Los cromos de una colección a menudo están numerados y tienen ilustraciones relacionadas con algún tema particular, como una serie televisiva, temas relacionados con la naturaleza o algún deporte o películas.
Se suelen comercializar de dos formas diferentes:
- Venta de sobres con cromos en su interior.
- Regalo de un cromo por la compra de algún artículo, a menudo de bollería.